# São Mamede de Infesta
São Mamede de Infesta ist eine Stadt und ehemalige Gemeinde im Norden Portugals. Sie ist Teil der Metropolregion Porto.

## Geschichte
Der Ort bestand bereits zur Zeit der römischen Besatzung, die Römerstraße von Olisipo (Lissabon) nach Porto und weiter ins Gerês-Gebirge führt hier her.
Möglicherweise wurde São Mamede im Zuge der mittelalterlichen Reconquista neu gegründet. Erstmals neuzeitlich dokumentiert wurde der Ort als S.Mamede in den königlichen Registern von 1258.
São Mamede de Infesta wurde am 17. Mai 2001 zur Stadt (Cidade) erhoben. Es blieb eine eigenständige Gemeinde bis zur Gebietsreform 2013 und ist seither Teil der Gemeinde São Mamede de Infesta e Senhora da Hora.

## Verwaltung
São Mamede de Infesta war eine eigenständige Gemeinde (Freguesia) im Kreis (Concelho) von Matosinhos im Distrikt Porto. In der ehemaligen Gemeinde leben 23.140 Einwohner (Stand 30. Juni 2011) auf 5,0 km². 
Die Gemeinde bestand nur aus dem gleichnamigen Ort, der im geschlossen bebauten Gebiet der Metropolregion Porto liegt.
Im Zuge der Gebietsreform in Portugal am 29. September 2013 wurde die Gemeinde mit Senhora da Hora zur neuen Gemeinde União das Freguesias de São Mamede de Infesta e Senhora da Hora zusammengeschlossen. São Mamede de Infesta wurde Sitz der Gemeinde, die ehemaligen Gemeindeverwaltung in Senhora da Hora blieb als Bürgerbüro weiter bestehen.

## Wirtschaft
Unter den Unternehmen im Stadtgebiet ist insbesondere die EFACEC zu nennen. Das 1948 gegründete Elektrounternehmen ist ein führender Hersteller von Lösungen für Umspannwerke, Elektromobilität und in der Automatisierungstechnik, daneben stellt sie Transformatoren, Generatoren, Motoren und Turbinen her. Etwa drei Viertel ihres Umsatzes erwirtschaftet die Efacec im Ausland.